# Henri Lamasse
Henri Lamasse est un prêtre, missionnaire, bâtisseur et sinologue français né à Strasbourg le 25 avril 1869, mort à Hong Kong en 1952.

## Biographie
Henri Lamasse entre au Séminaire des Missions étrangères en 1890. Il est ordonné prêtre le 1er juillet 1894, et part en Mandchourie le 15 août suivant. Missionnaire de district, il fonde plusieurs postes. De 1905 à 1915, il est provicaire de Monseigneur Marie-Félix Choulet. En 1935, il est nommé directeur de l'imprimerie de la mission de Moukden.
En janvier 1949, sa santé l'oblige à se retirer au sanatorium de Béthanie, à Hongkong, où il décède le 19 juillet 1952. 

## Postérité
Musicien, apiculteur, linguiste, bâtisseur, théologien, Henri Lamasse laisse derrière lui un héritage encore bien visible en Chine.

### Un pionnier de la viticulture en Chine
Henri Lamasse, encouragé par la nécessité qu'il a de célébrer la messe, est un des premiers à cultiver la vigne au Nord de la Chine et à en produire du vin. Il parvient ainsi à acclimater plusieurs plants de Bordeaux en Mandchourie.

### Le bâtisseur de deux cathédrales en Mandchourie
Henri Lamasse dirige la construction de la cathédrale du Sacré-Cœur de Shenyang (Moukden en mandchou) en 1910-1911 et de la cathédrale du Sacré-Cœur de Jilin en 1917-1920, toutes deux dans un style néo-gothique, et actuellement inscrites à la liste des édifices protégés par le gouvernement chinois.

### Un sinologue à l'origine de la romanisation interdialectique
Henri Lamasse est l'inventeur de la romanisation interdialectique, un "travail surhumain" pour permettre de lire des textes chinois anciens en forme alphabétique. Il publie de nombreux articles sur ce sujet, en collaboration avec le Père Jasmin des Missions étrangères de Québec, dans les Dossiers de la commission Synodale de Pékin. En 1920, il publie également son Nouveau Manuel de langue écrite chinoise qui lui vaut le prix Stanislas-Julien de l'Académie des inscriptions et belles-lettres en 1922. Il n'en reçoit pourtant pas seulement des éloges, et les jésuites, comme Pasquale Maria d'Elia, considèrent sa rominisation comme "repoussante".